# Stade Hüseyin-Avni-Aker
 (mars 2025).
Si vous disposez d'ouvrages ou d'articles de référence ou si vous connaissez des sites web de qualité traitant du thème abordé ici, merci de compléter l'article en donnant les références utiles à sa vérifiabilité et en les liant à la section « Notes et références ».
Le Stade Hüseyin Avni Aker appartient au club turc Trabzonspor. Le nom du stade vient du premier enseignant d’éducation physique de la ville de Trabzon Hüseyin Avni Aker qui est le directeur de la direction régionale de Trabzon entre les années 1940-1944.

## Histoire
La construction du stade commence en 1951 avec une capacité de 2 400 places. En 1967 a été réalisé pour la tribune avec un toit. En 1981 les gradins ont été agrandis. En 1994 le stade a été rénové selon un modèle de structure spatiale et s’est procuré des éclairages.
Avec la présidence de Sadri Şener, le stade a été modernisé et sa nouvelle capacité a atteint 27 749 places. Avant sa modernisation, le stade avait une capacité de 19 649 places.
Le club de Trabzonspor a décidé de construire un nouveau stade dans la ville qui est nommé Stade Şenol Güneş et qui a une capacité de 40 000 places.
Après la mise en service du nouveau stade en 2017, le Stade Hüseyin-Avni-Aker est démoli.

## Sources
- (tr) Cet article est partiellement ou en totalité issu de l’article de Wikipédia en turc intitulé « Hüseyin Avni Aker Stadyumu » (voir la liste des auteurs) (dernière visite le 9 octobre 2009).
- (tr) Site officiel de Trabzonspor
- Site officiel de la Fédération de Turquie de Football